# Beilschmiedia intermedia
Beilschmiedia intermedia är en lagerväxtart som beskrevs av C.K. Allen. Beilschmiedia intermedia ingår i släktet Beilschmiedia och familjen lagerväxter. Inga underarter finns listade i Catalogue of Life.